# Боб Келлі
Боб Ке́ллі (англ. Bob Kelly, нар. 16 листопада 1893, Ештон-ін-Мейкерфілд — пом. 22 вересня 1969, Файлд) — англійський футболіст, що грав на позиції нападника. По завершенні ігрової кар'єри — футбольний тренер. 

## Клубна кар'єра
У дорослому футболі дебютував 1913 року виступами за «Бернлі», в якому провів дванадцять сезонів, взявши участь лише у 277 матчах чемпіонату, у яких забив 88 голів. З командою став чемпіоном Англії та володарем національного кубка.
1925 року перейшов у «Сандерленд», який заплатив за футболіста 6,5 тис. фунтів, встановивши новий світовий рекорд трансферу футболіста. За «чорних котів» провів два сезони, після чого виступав за «Гаддерсфілд Таун» та «Престон Норт-Енд».
Завершив професійну ігрову кар'єру у клубі «Карлайл Юнайтед», що виступав у Третьому дивізіоні, за який виступав протягом 1934—1936 років.

## Виступи за збірну
1920 року дебютував в офіційних матчах у складі національної збірної Англії. Протягом кар'єри у національній команді, яка тривала 9 років, провів у формі головної команди країни лише 14 матчів, забивши 8 голів.

## Кар'єра тренера
Розпочав тренерську кар'єру, ще продовжуючи грати на полі, 1935 року, очоливши тренерський штаб клубу «Карлайл Юнайтед», де пропрацював один рік, після чого очолив  «Стокпорт Каунті».
Після війни покинув батьківщину і тренував португальський «Спортінг», швейцарський «Санкт-Галлен» та нідерландські клуби «Геренвен» та KFC.
У 1960 році повернувся до Британії і недовго очолював валлійський «Баррі Таун».
Помер 22 вересня 1969 року на 76-му році життя.

## Титули і досягнення
- Володар Кубка Англії (1):

«Бернлі»: 1913-14
- Чемпіон Англії (1):

«Бернлі»: 1920-21